# دير ستوبلي
دير ستوبلي (بالصربية: Манастир Ступље، بالحروف اللاتينية: Manastir Stuplje)، هو دير أرثوذكسي صربي مخصص لرئيس الملائكة ميخائيل، يقع في قرية جورني فيجاتشاني [الإنجليزية] بالقرب من بلدة سيليناك [الإنجليزية] شمال غرب جمهورية صرب البوسنة في البوسنة والهرسك. تنسب التقاليد الشعبية إنشاء دير ستوبلي إلى الملك دراغوتين [الإنجليزية] وهو أحد أفراد سلالة نيمانيتش [الإنجليزية] الصربية، كما هو الحال مع الأديرة الصربية الأخرى في شمال البوسنة. 
عُثر على أول ذكر لدير ستوبلي في سجل يعود تاريخه إلى النصف الثاني من القرن الخامس عشر. من المحتمل أن يكون الدير قد بُني قبل عام 1450، أي قبل الغزو العثماني لمملكة البوسنة عام 1463. لم يشمل هذا الغزو شمال غرب البوسنة، التي أصبحت بعد ذلك جزءًا من مملكة المجر، ليحتلها العثمانيون عام 1527 و1528. 
خلال القرن السابع عشر، كان رهبان ستوبلي نشطين في نسخ الكتب الدينية. وفي مرحلة ما خلال الحرب التركية العظمى (1683-1699)، أحرق العثمانيون الدير. فر الرهبان الناجون شمالًا عبر نهر سافا ووجدوا ملجأً في دير أوراهوفيكا [الإنجليزية] في سلافونيا. وقد أحضروا معهم عددًا من كتبهم المخطوطة، والتي أصبحت بالتالي جزءًا من مكتبة أوراهوفيتشا. وبمرور الوقت، اختفت آثار دير ستوبلي تمامًا. طوال القرن العشرين، ظل "ستوبلي " مصطلحًا غامضًا، وموقعه الدقيق غير مؤكد، على الرغم من أنه يعتقد أنه موجود في مكان ما بالقرب من تسليتش بالقرب من  دير لبلجي.
في مارس 1994، زار المنطقة اثنان من السكان المحليين بحثا عن دير ستوبلي، قادهم بحثهم إلى قرية Gornji Vijačani، وتحديدًا إلى مكان يُعرف باسم Crkvište، يقع بالقرب من نهر يُدعى Manastirica وتلة يُشار إليها باسم Kaluđersko Brdo. تحمل الأسماء الجغرافية Crkvište وManastirica وKaluđersko مؤشرات واضحة، لأنها مشتقة من المصطلحات الصربية التي تعني "الكنيسة" و"الدير" و"الراهب" على التوالي. كما عثر على أساسات مبنى كنيسة على شكل بازيليكا بطول 14 متراً وعرض 7.5 متر، وكانت الطبقة العليا من الحجارة على عمق 30 سم تحت سطح الأرض. أما داخل وحول الكنيسة فعثر على طبقة من الحطام المحترق. دفع هذا الاكتشاف فريقًا من علماء الآثار إلى إعادة زيارة الموقع عام 1997، وخلال هذه الزيارة اكتشفوا أساس مبنى رهباني يقع شمال وغرب أساس الكنيسة. توصل العلماء إلى استنتاج مفاده أن هذه النتائج كانت بالفعل بقايا دير ستوبلي المفقود منذ فترة طويلة.
بعد ذلك، وبمبادرة من رئيس أبرشية بانيا لوكا الأرثوذكسية الصربية، تقرر إعادة بناء الدير في موقع الاكتشافات الأثرية، رغم أن البعض طالب بالحفاظ على الأساسات المحفورة وحماية الموقع من أي إزعاج. أعيد بناء دير ستوبلي في نهاية عام 2008.